# Duesaigües
Duesaigües és un municipi de la comarca del Baix Camp.
L'església parroquial és d'estil renaixentista, i està dedicada a Santa Maria. Està documentat que ja existia al segle xiv, però va ser renovada sobre l'antiga amb el permís de l'arquebisbe i beneïda el 26 de setembre de 1753, diada dels patrons sant Cosme i sant Damià. La festa major se celebra el 15 d'agost en honor de l'Assumpció de la Mare de Déu (val a dir que fins fa trenta anys se celebrava per sant Cosme i sant Damià, els 26 i 27 de setembre, diada dels Sants Metges, que són els patrons del poble, festa que ara s'està recuperant).

## Geografia
- Llista de topònims de Duesaigües (Orografia: muntanyes, serres, collades, indrets..; hidrografia: rius, fonts...; edificis: cases, masies, esglésies, etc).

El topònim prové del fet d'estar situat a la confluència de diversos barrancs. Creuen el terme els barrancs Reial o de l'Argentera, dels Masos, d'Enseula o de la Xurivia, de l'Alzina, dels Algars, de Vilamanya, del Coix, dels Hortells i alguns altres. El terme de Duesaigües té una extensió de 13'51 km², i està envoltat pels de l'Argentera al sud-oest, Riudecols al nord-est, Alforja al nord-oest, per la banda del Camp, i per la banda del Priorat, per Pradell, a l'oest.
Es troba al peu de les serres de l'Argentera i de Pradell, de 773 m, a prop de Puigcerver i a tocar del Puigmarí, de 659 metres abans d'ésser anivellat el seu cim per una empresa d'extracció de terres, "Canteras La Ponderosa", i per les Freixes, de 788 m i que és el punt més alt del terme, a tocar del d'Alforja.

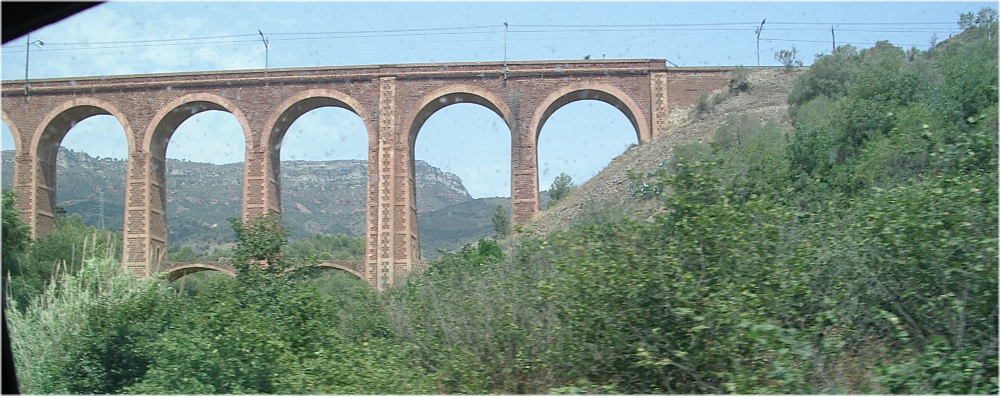
Un dels dos ponts a la vila de Duesaigües

El terme de Duesaigües és travessat per la línia de ferrocarril de Tarragona a Saragossa, per Reus i Móra la Nova, disposant d'un baixador en servei. Per salvar els dos barrancs que hi ha, el 1889 es construïren dos ponts de pedra, amb 14 arcades l'un i 9 l'altre. El viaducte més llarg (viaducte dels Masos) té una alçada màxima de 36 m, i fou declarat element del Patrimoni Industrial de Catalunya. Durant la passada guerra civil, Duesaigües fou bombardejat per l'aviació nacional del general García-Morato, ja que aquests ponts eren un important objectiu militar. Al final de la batalla de l'Ebre, a la tardor del 1938 el pont gran fou dinamitat pels mateixos republicans. Reconstruït en finir la guerra, encara s'hi pot veure al seu bell mig, la gran cicatriu blanca d'aquella desfeta.
Dins la mateixa línia, i ja en els termes de l'Argentera i de Pradell de la Teixeta fou perforat en els mateixos anys, el que va ser el túnel de ferrocarril més llarg de la península Ibèrica, construït per l'enginyer Eduard Maristany, que rebé el títol nobiliari de Marquès de l'Argentera. En aquestes obres, hi treballaren molts fills de Duesaigües i val a dir que dos d'ells hi trobaren la mort. Durant la Batalla de l'Ebre, aquest túnel fou utilitzat com a Hospital de Sang.
Al capdavant de l'Ajuntament hi havia l'alcalde que més anys ho havia estat, Sebastià Bondia Borràs. Un antic alcalde, Josep Maria Aragonès Mestre, va publicar un recull de fets, usos i costums civils i religiosos del poble, cosa que enriqueix el seu patrimoni cultural, ara en perill de desaparició amb el pas dels anys. Des del 2004, els visitants poden trobar al Museu de l'Avi, fundat per Jordi Rabascall, una mostra testimonial d'eines i estris d'una casa de pagès. El 2012 es va publicar el llibre digital 'El Museu de l'Avi' sobre el contingut del museu, amb textos de Lena Paüls, fotografies de Montse Francisco i disseny de Iolanda Salvadó.

## Història
En el punt de confluència del terme amb el de l'Argentera i el de Riudecanyes hi devia haver l'antic lloc de Vilamanya, integrat a la baronia d'Escornalbou, que segons Toda era d'origen romà, cosa que no ha estat demostrada per troballes arqueològiques. Vilamanya fou comprada juntament amb el mas de la Trilla i el castell d'Escornalbou pel vicecònsol britànic a Tarragona, John Bridgman, el 1843. A principis del segle xix un terratrèmol va badar la volta de l'església del castell d'Escornalbou.

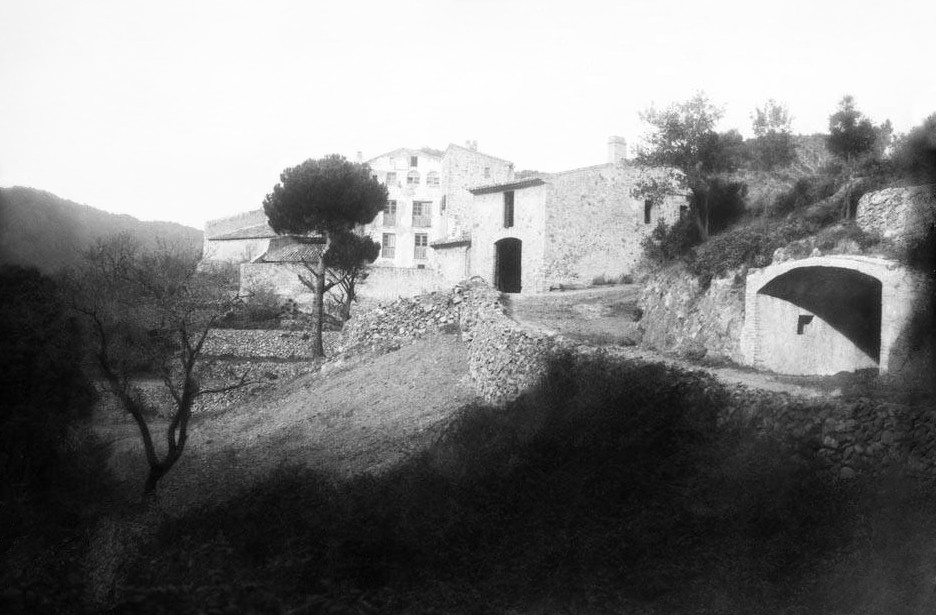
Camí d'entrada a Duesaigües. Fotografía d'entre 1900 i 1905.

Duesaigües formà part des de finals del segle xii de la baronia d'Escornalbou, que més tard, al segle xiii, passà a pertànyer a l'arquebisbat de Tarragona. El 1354 l'arquebisbe Arnau Sescomes concedí a Duesaigües autorització per a construir uns església, amb fonts baptismals i fossar, per a ells i per al lloc de Valls, del terme d'Escornalbou, ja que fins aquell moment els vilatans anaven a l'església de l'Argentera. Durant la guerra contra Joan II, el maig de 1461, el poble va ser escenari d'una entrevista entre l'arquebisbe Pere d'Urrea i el comte de Prades, que volien reclutar gent per a lluitar a favor del rei. També va formar part de la Comuna del Camp, de la qual era membre el 1563 i probablement abans. El 1710 es va declarar a favor de l'arxiduc. El 1810 la vila fou saquejada per l'exèrcit napoleònic sota el comandament del general Abbé. Aquestes tropes estaven al Priorat, i varen ser reclamades pel general Suchet, per atacar Reus conjuntament. Aleshores Abbé va entrar al Camp, travessant la serra de l'Argentera pel camí dels Estrets. Va saquejar l'Argentera, Duesaigües i Riudecanyes. Durant el Trienni liberal, un grup de malfactors actuava per les muntanyes del voltant, atribuint-se idees absolutistes.
Amb la revolució de 1868 encapçalada pel general Riego i anomenada La Gloriosa, en què també es varen afegir d'altres militars, entre els quals el general Prim, es va constituir al poble una Junta Revolucionària i els federals hi van guanyar les següents eleccions de 1869. El 1925 el filantrop Eduard Toda i Güell va regalar al poble les aigües de la font de Vilamanya, motiu pel qual fou nomenat fill il·lustre de la vila. Des de primers del segle xx s'hi explotaren pedreres de granit, i mines de galena. I fins als anys 1970 també mines de barita. Actualment disposa de parcs eòlics (Feixos, Teixeta i el futur del Vedat del Pany compartit amb Riudecols).

## Turisme
Amb el pas dels anys, aquesta localitat ha esdevingut un important centre d'estiueig, ja que compta amb una climatologia idònia, proximitat al mar, línia d'autobús amb Reus, i Estació de Duesaigües - l'Argentera. A més, a 15 km, a Cambrils, hi ha un enllaç amb l'A-7. Com a equipaments cal esmentar un gran camp de futbol, i una piscina municipal.
Al seu entorn, s'hi poden fer interessants excursions, com poden ser la de la font del Barrancó, l'ascensió al Castell d'Escornalbou, la visita al carrilet de Vilamanya i a l'embassament de Riudecanyes, l'ascensió a la Serra de l'Argentera i Pradell, la visita al Mas d'en Mestre, o bé la visita a l'anomenat Canal del riu Siurana resseguint la preciosa vall del barranc dels Masos.
El mes de maig de 2008, l'editorial Piolet va publicar un mapa excursionista "Vall de Cortiella", on hom hi pot trobar tota mena d'informació del terme de Duesaigües. Conté topònims actuals i antics, ja en desús.

## Entitats
Al poble funcionen unes actives entitats de caràcter social, com són l'Associació de Dones, la colla de Grallers, la de Gegants i Capgrossos i la Societat de Caçadors. Al recull publicat com a llibre de la Diputació Provincial de Tarragona, on figuren els antics balls populars del folklore de cada poble que encara es conserven i coneixen, hi ha els de Duesaigües, com també els balls de Coques i les Caramelles.
La Societat Recreativa Unió Esportiva Duesaigües disposa de 10 equips de futbol: 2 equips Prebenjamins, 2 de Benjamins, 2 equips Alevins (un dels quals a Preferent, que va aconseguir l'ascens la temporada 2006-2007), 1 equip infantil, 1 equip Cadet i 2 d'Amateurs. Durant els mesos de setembre-octubre es va procedir al plantament de gespa natural i col·locació d'enllumenat artificial al camp municipal de Duesaigües.

## Demografia
| 1497 f | 1515 f | 1553 f | 1717 | 1787 | 1857 | 1877 | 1887 | 1900 | 1910 |
| ------ | ------ | ------ | ---- | ---- | ---- | ---- | ---- | ---- | ---- |
| 14     | 16     | 21     | 128  | 306  | 439  | 453  | 713  | 428  | 403  |

| 1920 | 1930 | 1940 | 1950 | 1960 | 1970 | 1981 | 1990 | 1992 | 1994 |
| ---- | ---- | ---- | ---- | ---- | ---- | ---- | ---- | ---- | ---- |
| 360  | 387  | 363  | 329  | 280  | 244  | 199  | 208  | 216  | 216  |

| 1996 | 1998 | 2000 | 2002 | 2004 | 2006 | 2008 | 2010 | 2012 | 2014 |
| ---- | ---- | ---- | ---- | ---- | ---- | ---- | ---- | ---- | ---- |
| 210  | 214  | 199  | 202  | 191  | 211  | 236  | 240  | 241  | 239  |

| 2016 | 2018 | 2020 | 2022 | 2024 | 2026 | 2028 | 2030 | 2032 | 2034 |
| ---- | ---- | ---- | ---- | ---- | ---- | ---- | ---- | ---- | ---- |
| 242  | 237  | 244  | 232  | 222  | -    | -    | -    | -    | -    |

## Política

### Eleccions al Parlament de Catalunya del 2010[5]
| Candidatura | Candidatura   | Cap de llista          | Vots | Regidors | % vots |
| ----------- | ------------- | ---------------------- | ---- | -------- | ------ |
|             | CiU           | Artur Mas              | 79   |          | 54,11  |
|             | ERC           | Joan Puigcercós        | 18   |          | 12,33  |
|             | PSC           | José Montilla          | 19   |          | 13,01  |
|             | ICV-EUiA      | Joan Herrera           | 9    |          | 6,16   |
|             | PPC           | Alicia Sánchez-Camacho | 7    |          | 4,79   |
|             | SI            | Joan Laporta           | 6    |          | 4,11   |
|             | C's           | Albert Rivera          | 1    |          | 0,68   |
|             | Vots en blanc |                        | 1    |          | 0,68   |
|             | Altres        |                        | 6    |          | 4,09   |
| Total       | Total         | 146                    | 146  |          | 74,24  |

### Eleccions al Parlament de Catalunya del 2012[5]
| Candidatura | Candidatura   | Cap de llista          | Vots | Regidors | % vots |
| ----------- | ------------- | ---------------------- | ---- | -------- | ------ |
|             | CiU           | Artur Mas              | 79   |          | 50     |
|             | ERC           | Oriol Junqueras        | 30   |          | 18,98  |
|             | PSC           | Pere Navarro           | 14   |          | 8,86   |
|             | ICV-EUiA      | Joan Herrera           | 10   |          | 6,32   |
|             | PPC           | Alicia Sánchez-Camacho | 8    |          | 5,06   |
|             | CUP           | David Fernández        | 6    |          | 3,79   |
|             | C's           | Albert Rivera          | 1    |          | 0,63   |
|             | Vots en blanc |                        | 2    |          | 1,27   |
|             | Altres        |                        | 8    |          | 5,7    |
| Total       | Total         | 158                    | 158  |          | 77,07  |

### Eleccions municipals
Llista d'alcaldes i nombre de regidors per partit
| Junts                                                             | -  | - | - | - | - | - | -  | - | - | - | 1 | - |
| PSC                                                               | -  | - | - | - | - | - | -  | 0 | 1 | - | - | 0 |
| PP                                                                | -  | - | - | - | - | - | -  | 0 | 0 | 0 | 0 | - |
| ERC                                                               | -  | - | - | - | - | - | -  | - | - | - | 4 | 5 |
| CiU                                                               | 2  | 5 | 5 | 5 | 5 | 5 | 1  | 5 | 4 | 5 | - | - |
| Altres                                                            | 3a | - | - | - | - | - | 4b | - | - | - | - | - |
| Total                                                             | 5  | 5 | 5 | 5 | 5 | 5 | 5  | 5 | 5 | 5 | 5 | 5 |
| a Duesaigües Democràtica (DD); b Independents de Duesaigües - FIC |    |   |   |   |   |   |    |   |   |   |   |   |